# 供给的价格弹性
供给的价格弹性有时候也被简称为供给弹性。它表示价格变动1%引起供给量变动的程度。供给价格弹性系数同需求的价格弹性一样，也是由供给量变动的百分比与价格变动的百分比的比值确定。
根据经济学中的供给定理，供给量与价格是同方向变动的，即该財貨的价格变动的越大，企业的生产就会随之变化。
供给弹性的大小主要取决于以下两个因素：
1. 增加产量所需追加生产要素费用的大小。一般地说，若增加产量的投资费用较小，则供给弹性大；反之供给弹性小。
2. 时间的长短。一般在短时期内，厂商只能在固定的厂房设备下增加产量，因而供给量的变动有限，这时供给弹性就小。在长期内，厂商能够通过调整规模来扩大产量，这时供给弹性将大于同种商品在短期内的供给弹性。

## 另見
- 經濟學
- 弹性 (经济学)
- 供给和需求
- 需求的价格弹性